# Miracavira
Miracavira is een geslacht van vlinders van de familie uilen (Noctuidae), uit de onderfamilie Cuculliinae.

## Soorten
- M. brillians Barnes, 1901
- M. sylvia Dyar, 1913